# چاه زرد
چاه زرد یا حاجی‌آباد حقداد روستایی در دهستان پترگان بخش مرکزی شهرستان زیرکوه استان خراسان جنوبی ایران است. بر پایه سرشماری عمومی نفوس و مسکن در سال ۱۳۹۰ جمعیت این روستا ۴۲۱ نفر (در ۱۰۷ خانوار) بوده‌است.
روستای چاه زرد به دست حاجی حقداد اسعدزاده بهلولی ساخته و هم‌اکنون یکی از پایگاه‌های اصلی ایل بهلولی ایران است که با ریش سفیدی رئیس ایل بهلولی ایران الله نظر اسعدزاده (اقای مدیر) اداره و به سوی اهداف بزرگ ایل بهلولی پیش میرود.
از جمله رویدادهای مهم برای مردم این منطقه در سال ۱۳۹۶ برگزاری همایش بزرگ ایل بهلولی توسط برادران اسعدزاده در روستای چاه زرد میباشد. 